# جاكي سنكلير
جاكي سنكلير (بالإنجليزية: Jackie Sinclair)‏ (21 يوليو 1943 في المملكة المتحدة - 2 سبتمبر 2010 في المملكة المتحدة) هو لاعب كرة قدم بريطاني في مركز جناح ‏. شارك مع منتخب اسكتلندا لكرة القدم. أما مع النوادي، فقد لعب مع دونفرملين أثلتيك وشيفيلد وينزداي وليستر سيتي ونادي تشيسترفيلد ونيوكاسل يونايتد ونادي ستنهاوسموير.

## وصلات خارجية
- جاكي سنكلير على موقع قاعدة بيانات كرة القدم.إي يو (الإنجليزية)
- جاكي سنكلير على موقع ناشيونال فوتبول تيمز (الإنجليزية)
- جاكي سنكلير على موقع عالم كرة القدم.نت (الإنجليزية)